# Monofosfato de deoxiuridina
Monofosfato de deoxiuridina ou deoxiuridina monofosfato (dUMP), também conhecido como ácido deoxiuridílico ou deoxiuridilato em suas formas ácido conjugado e base conjugada, respectivamente, é um desoxinucleotídeo.
É um intermediário no metabolismo de desoxirribonucleotídeos.

## Biossíntese
Monofosfato de deoxiuridina (dUMP) é a forma deoxigenada de monofosfato de uridina (UMP), e é o precursor do monofosfato de deoxitimidina (dTMP), um componente da biossíntese do nucleotídeo de DNA. Ao substituir o grupo hidroxila no carbono 2' da ribose por um hidrogênio, o UMP torna-se desoxigenada a dUMP.
A síntese de monofosfato de deoxiuridina (dUMP) é um processo de várias etapas que começa com monofosfato de uridina (UMP), o produto da biossíntese de pirimidina. A enzima nucleosídeo monofosfato quinase converte UMP a ATP a difosfato de uridina (UDP) e ADP. 
Na presença de ATP em excesso, a enzima ribonucleotídeo redutase inicia uma reação em cadeia com UDP, que catalisa a formação de difosfato de desoxiuridina (dUDP), que é então convertido em trifosfato de desoxiuridina (dUTP) e depois em monofosfato de desoxiuridina (dUMP). através da adição ou remoção de grupos fosfato.